# Schitu, Giurgiu
Schitu (în trecut, Pângălești) este satul de reședință al comunei cu același nume din județul Giurgiu, Muntenia, România.
 Acest articol despre o localitate din județul Giurgiu este deocamdată un ciot. Puteți ajuta Wikipedia prin completarea lui.